# Imperium (roman)
Pour les articles homonymes, voir Imperium.

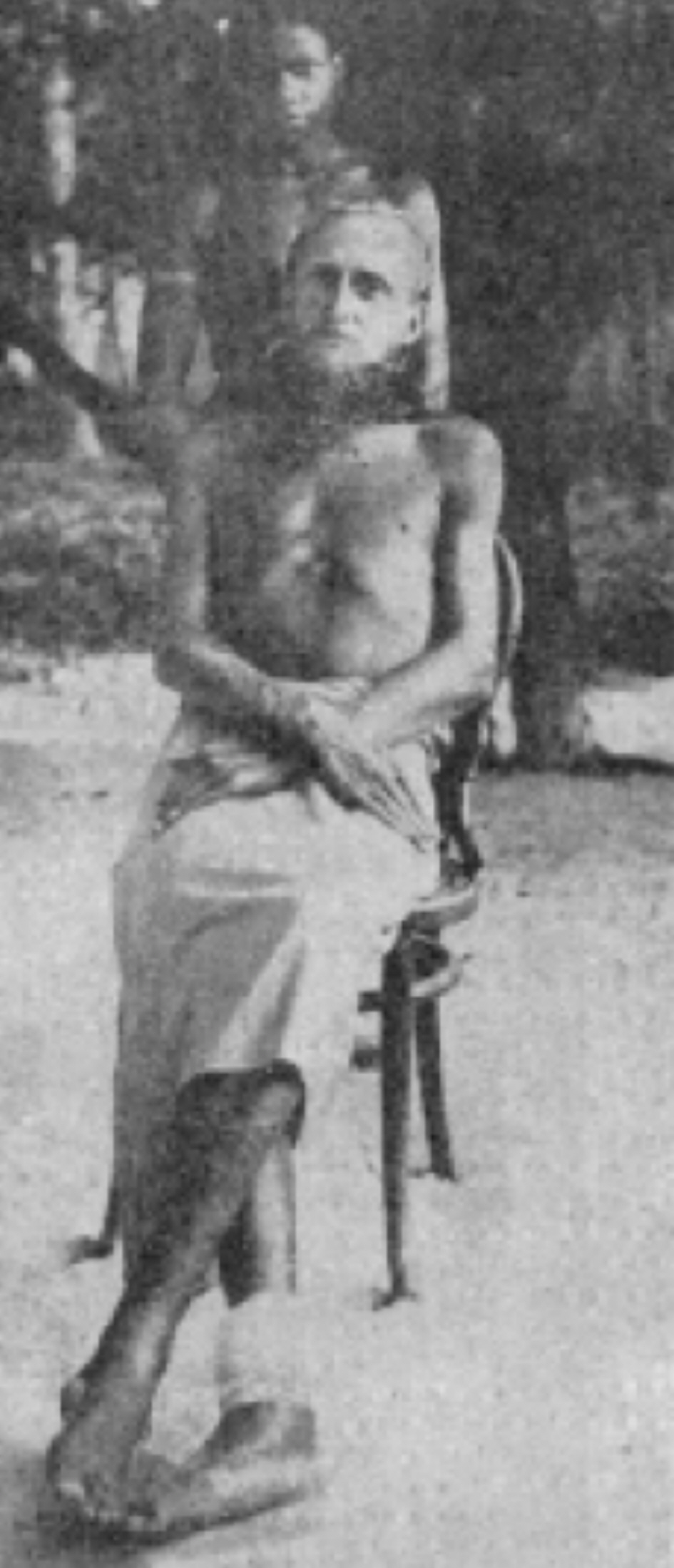
August Engelhardt à Kabakon en 1911

Imperium (Imperium), publié en 2012, est un roman de l'écrivain suisse de langue allemande Christian Kracht.

## Résumé
Ce roman historique et roman d'aventures raconte une partie de la vie de August Engelhardt (de) (1875-1919), fondateur de la colonie cocovore Ordre du Soleil sur l'île de Kabakon, dans le protectorat de "Nouvelle-Guinée", en "Nouvelle-Poméranie" (Péninsule de Gazelle, Nouvelle-Bretagne, Archipel Bismarck, (actuelle  Papouasie-Nouvelle-Guinée), dans les années 1900-1910.
Son écrit Un avenir sans souci définit à peu près son projet d'une colonie végétarienne recherchant l'harmonie, contre toute forme d'industrie et de monnaie. Le cocovorisme vient d'une intense réflexion de l'époque : Lebensreform, naturopathie, naturisme, théosophie, végétarisme, Yggdrasil. Alors, la noix de coco comme le Graal théosophique... Longtemps, il déjeune d'une infusion médicinale de terre. Et il envisage sérieusement la création d'une pâte épicée végétale, qui aurait sans doute moins de 
conséquences négatives, à la longue, que la consommation exclusive de noix de coco. 
Sur le bateau d'arrivée, le "Prinz Waldemar", il est le contraire des gros planteurs, administrateurs de progrès : chevelu, barbu, végétarien, frugivore, mince, fluet, ascétique, un paquet de nerfs tremblotant, âgé de vingt-cinq ans à peine.
Il refuse la proposition d'une plantation de 1000 hectares (dont le propriétaire allemand est devenu fou forcené :Tuez-les tous), et préfère l'autre proposition de la Reine Emma, une plantation de 74 hectares sur l'île de Kabokan, dans une transaction discutable.
En 1903, Heinrich Aueckens, végétarien, d'Heligoland, est son premier disciple, vite décédé, peut-être par la chute d'une noix de coco.
En 1904, Max Lützow, pianiste et violoniste, hypocondriaque, s'installe durablement, avec un piano.
Puis, une vingtaine d'adeptes allemands, en mauvais état, sont hébergés puis expulsés par le gouverneur, aux frais d'Engelhardt.
Parmi les voyages en bateau, le voyage aller par Port-Saïd, Colombo (épisode Govindarajan), Hong-Kong, Sidney, puis le rapide voyage à Cairns (Australie, épisode de l'adventiste américain végétarien Halsey au service des frères Kellog), enfin le rapide voyage aux Îles Fidji (Suva) avec l'épisode du charlatan Erich Mittenzwey assisté par Govindarajan.
Une partie de la vie du personnage principal est évoquée, à Nuremberg, Munich, Schwabing, Murnau, Memel (avec l'épisode de dénonciation par le rédacteur en chef de la revue Simplicissimus, Berlin.
Des pans entiers reviennent à l'esprit du personnage, concernant son enfance (dont ses cauchemars, sa mère) et même d'avant. Il redécouvre ainsi l'usage de sucer son pouce.
Le gouverneur annonce des problèmes d'épidémies, le passage de Jack London, Emil Nolde, Max Pechstein. Et sur un bateau français, on évoque Gauguin. Le pianiste apprécie Satie, Mahler, Bach, Debussy, Mendelssohn-Bartholdy, Meyerbeer...
Parmi les 1 200 livres, en onze caisses, qui l'accompagnent, figurent des œuvres de Dickens, Thoreau, Tennyson, E.T.A. Hoffmann, Büchner, Keller, Poe, Ibsen, Nietzsche, Hobbes, Fourier, Proudhon, Swedenborg, Mallarmé, Schopenhauer, Emerson, Schlickeysen, Swami Vivekanada, Richard Ungewitter. Il a croisé Hermann Hesse, dont le roman Gertrud (1910) est évoqué.
Et puis, les turbulences s'accumulent, les autochtones ne travaillent plus bénévolement, une guerre se profile : irréconciliables peut-être, mais ensemble à essayer de cicatriser les plaies, si c'est encore possible.

## Personnages
- August Engelhardt, de Nuremberg, végétarien, cocovore.
- Govarajan, Tamoul malhonnête.
- Harmutt Otto, chasseur-acheteur de plumes d'oiseau de paradis.
- Emma Forsayth, cinquantenaire, dans sa Villa Gunantambu, grande propriétaire, grande négociante.
- le capitaine Christian Slüter, personnage de Corto Maltese, sur son Jeddah, avec Apirana, M. November et Pandora.
- Franz Emil Hellwig, directeur de l'hôtel Fürst Bismarck de Herbertshöhe.
- le jeune Makeli, autochtone, treize ans au départ.
- le chef Tolai, autochtone.
- Heinrich Aueckens, d'Heligoland, végétarien et homosexuel.
- Max Lützow, de Berlin-Dahlem, pianiste émérite, ayant tenté toutes les thérapies, dont l'hypnose et Freud.

## Accueil
Le public francophone apprécie cette fiction historique, pas du tout à la Karl May, autre contemporain : portrait d'un inquiétant cocovore, Un Robinson de Nouvelle-Poméranie, Déchéance d’un illuminé dans l’empire colonial allemand à l’aube du XXe siècle. L’écriture d’Imperium est d’une originalité et d’une qualité rare : un maître du sarcasme,.
Cette œuvre hybride – à la fois métabiographie fictionnelle, roman d’aventure et métafiction historiographique avec une perspective postcoloniale a suscité une polémique en pays germanophones, où on l'a déraisonnablement comparé à Louis-Ferdinand Céline, extrêmiste et totalitaire.

## Récompenses et distinctions
- Prix de littérature Wilhelm Raabe (de) 2012
- Grand Prix de littérature de la ville et du canton de Berne (de) 2012

## Éditions
- Imperium. Kiepenheuer & Witsch, 2012,  (ISBN 978-3-462-04131-6) Imperium, traduit par Corinna Gepner, Paris, Phébus, coll. « Littérature étrangère », 2017, 189 p.  (ISBN 978-2-7529-1103-2) ; réédition, Paris, Libretto, coll. « Littérature étrangère », 2019  (ISBN 978-2-36914-520-2)

## Adaptations
Le roman a été adapté au théâtre (2015, 2016).